# Осипово (бывший Парихинский округ)
Осипово  — деревня в Ржевском районе Тверской области. Входит в состав сельского поселения «Победа».

## География
Находится в южной части Тверской области на расстоянии приблизительно 31 км по прямой на северо-запад от города Ржев.

## История
Деревня была отмечена еще на карте Менде (состояние местности на 1848 год). В 1859 году здесь (деревня Ржевского уезда Тверской губернии) было учтено 15 дворов, в 1939—27.

## Население
Численность населения: 123 человека (1859 год), 0 как в 2002 году, так и в 2010.